# NGC 3187
NGC 3187 este o galaxie spirală situată în constelația Leul. A fost descoperită în 1850 de către William Parsons, 3rd Earl of Rosse⁠(d). Se află la o distanță de 22,8 de megaparseci de Pământ.